# Sargocentron xantherythrum
Sargocentron xantherythrum är en fiskart som först beskrevs av Jordan och Evermann, 1903.  Sargocentron xantherythrum ingår i släktet Sargocentron och familjen Holocentridae. Inga underarter finns listade i Catalogue of Life.
Exemplaren blir upp till 17 cm långa. De har i ryggfenan 11 taggstrålar och 13 till 14 mjukstrålar. I analfenan finns 4 taggstrålar och 9 mjukstrålar. Fisken har ett rött huvud med silver nyanser och på kroppen röda och silvervita längsstrimmor.
Arten förekommer kring Hawaii och Midwayöarna. Den dyker till ett djup av 220 meter. Den kan lätt förväxlas med Sargocentron spinosissimum. Denna fisk lever vid korallrev och klippor. Födan består av kräftdjur.
För beståndet är inga hot kända. Hela populationen antas vara stor. IUCN listar arten som livskraftig (LC).